# Fenomeno di Bell

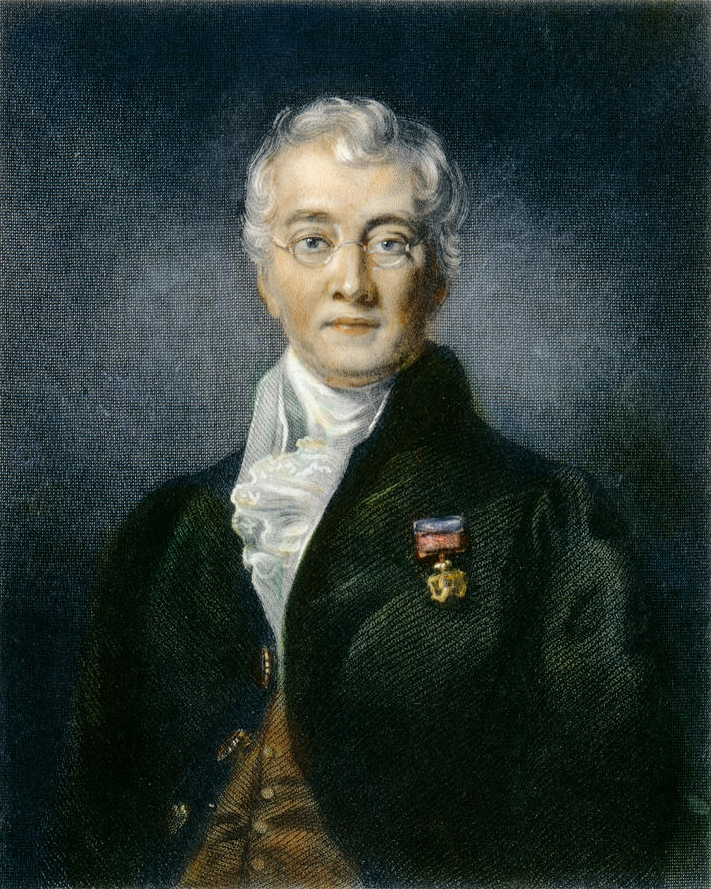
Sir Charles Bell

Il fenomeno di Bell (noto anche come riflesso oculogirico palpebrale) è un segno medico che consente ai medici di diagnosticare un movimento verso l'alto e verso l'esterno dell'occhio, quando si tenta di chiudere le palpebre. Il movimento verso l'alto dell'occhio è presente nella maggior parte della popolazione ed è un meccanismo difensivo. Il fenomeno prende il nome dall'anatomista, chirurgo e fisiologo scozzese Charles Bell. Il fenomeno di Bell è un normale riflesso di difesa presente in circa il 75% della popolazione, con conseguente elevazione dei globi quando si ammicca o quando si è minacciati (ad esempio quando si tenta di toccare la cornea di un paziente). Diventa evidente solo quando il muscolo orbicularis oculi si indebolisce come, ad esempio, nella paralisi facciale bilaterale associata alla sindrome di Guillain-Barré. Tuttavia, è presente dietro le palpebre forzatamente chiuse nella maggior parte delle persone sane e non deve essere considerato un segno patognomonico.
Il fenomeno di Bell non si verifica durante brevi battiti di ciglia.